# Women’s Big Bash League 2022/23
Die Women’s Big Bash League 2022/23 war die achte Ausgabe der Women’s Big Bash League, der australischen Twenty20-Cricket-Liga für Franchises für Frauen. Die Saison fand zwischen dem 13. Oktober und dem 26. November 2022 statt. Im Finale konnten sich die Adelaide Strikers gegen die Sydney Sixers mit 10 Runs durchsetzen.

## Franchises
Seit der Gründung der Liga nehmen die folgenden acht Franchises an dem Turnier teil.
| Franchise           | Farbe          | Stadt     |
| ------------------- | -------------- | --------- |
| Adelaide Strikers   | Blau           | Adelaide  |
| Brisbane Heat       | Türkis         | Brisbane  |
| Hobart Hurricanes   | Lila           | Hobart    |
| Melbourne Renegades | Rot            | Melbourne |
| Melbourne Stars     | Grün           | Melbourne |
| Perth Scorchers     | Orange         | Perth     |
| Sydney Sixers       | Pink           | Sydney    |
| Sydney Thunder      | Electric Green | Sydney    |

## Format
Die acht Franchises spielten in einer Gruppe gegen jedes andere Team jeweils zwei Mal. Die vier Erstplatzierten der Gruppe qualifizierten sich für die Playoffs die im K.-o.-System ausgetragen wurden.

## Gruppenphase
Tabelle
| Teams               | Sp. | S  | N  | NR | P  | RR     |
| ------------------- | --- | -- | -- | -- | -- | ------ |
| Sydney Sixers       | 14  | 11 | 2  | 1  | 23 | +0.695 |
| Adelaide Strikers   | 14  | 8  | 5  | 1  | 17 | +0.390 |
| Brisbane Heat       | 14  | 8  | 5  | 1  | 17 | +0.276 |
| Hobart Hurricanes   | 14  | 7  | 6  | 1  | 15 | +0.457 |
| Perth Scorchers     | 14  | 6  | 7  | 1  | 13 | +0.373 |
| Melbourne Stars     | 14  | 5  | 6  | 3  | 13 | −0.339 |
| Melbourne Renegades | 14  | 4  | 9  | 1  | 9  | −1.142 |
| Sydney Thunder      | 14  | 1  | 10 | 3  | 5  | −1.000 |

Spiele
| 13. Oktober Scorecard | Mackay | Brisbane Heat 141-8 (20)            | – | Sydney Sixers 143-6 (19.5) |
|                       |        | Sydney Sixers gewinnt mit 4 Wickets |   |                            |

| 14. Oktober Scorecard | Sydney (BO) | Hobart Hurricanes 125-5 (20)          | – | Sydney Thunder 106-9 (20) |
|                       |             | Hobart Hurricanes gewinnt mit 19 Runs |   |                           |

| 15. Oktober Scorecard | Mackay | Sydney Sixers 151-2 (20)          | – | Adelaide Strikers 134-9 (20) |
|                       |        | Sydney Sixers gewinnt mit 17 Runs |   |                              |

| 15. Oktober Scorecard | Mackay | Brisbane Heat 179-3 (20)         | – | Melbourne Stars 170-8 (20) |
|                       |        | Brisbane Heat gewinnt mit 9 Runs |   |                            |

| 16. Oktober Scorecard | Mackay | Adelaide Strikers 126-7 (20)              | – | Melbourne Renegades 128-6 (19.5) |
|                       |        | Melbourne Renegades gewinnt mit 4 Wickets |   |                                  |

| 16. Oktober Scorecard | Mackay | Sydney Sixers 147-6 (20)          | – | Melbourne Stars 120-9 (20) |
|                       |        | Sydney Sixers gewinnt mit 27 Runs |   |                            |

| 16. Oktober Scorecard | Sydney | Sydney Thunder 88-8 (20)              | – | Perth Scorchers 89-1 (14.5) |
|                       |        | Perth Scorchers gewinnt mit 9 Wickets |   |                             |

| 17. Oktober Scorecard | Sydney (BO) | Hobart Hurricanes 109-9 (20)          | – | Perth Scorchers 110-2 (14.1) |
|                       |             | Perth Scorchers gewinnt mit 8 Wickets |   |                              |

| 18. Oktober Scorecard | Mackay | Brisbane Heat 180-1 (20)          | – | Melbourne Renegades 159-6 (20) |
|                       |        | Brisbane Heat gewinnt mit 21 Runs |   |                                |

| 18. Oktober Scorecard | Sydney (BO) | Hobart Hurricanes 144-7 (20)          | – | Sydney Thunder 95 (18.1) |
|                       |             | Hobart Hurricanes gewinnt mit 49 Runs |   |                          |

| 20. Oktober Scorecard | Perth (WACA) | Melbourne Stars 110-9 (20)            | – | Perth Scorchers 111-8 (19.4) |
|                       |              | Perth Scorchers gewinnt mit 2 Wickets |   |                              |

| 21. Oktober Scorecard | Adelaide | Brisbane Heat 163-8 (20)          | – | Melbourne Renegades 137 (19) |
|                       |          | Brisbane Heat gewinnt mit 26 Runs |   |                              |

| 21. Oktober Scorecard | Adelaide | Adelaide Strikers 142-6 (20)         | – | Sydney Sixers 139-8 (20) |
|                       |          | Adelaide Strikers gewinnt mit 3 Runs |   |                          |

| 22. Oktober Scorecard | Perth | Sydney Thunder 166-4 (20)          | – | Perth Scorchers 141-9 (20) |
|                       |       | Sydney Thunder gewinnt mit 25 Runs |   |                            |

| 23. Oktober Scorecard | Perth | Sydney Thunder 102-1 (13.4) | – | Melbourne Stars |
|                       |       | No Result                   |   |                 |

| 23. Oktober Scorecard | Perth | Perth Scorchers | – | Hobart Hurricanes |
|                       |       | No Result       |   |                   |

| 24. Oktober Scorecard | Adelaide | Melbourne Renegades 101 (19.5)          | – | Adelaide Strikers 102-2 (17) |
|                       |          | Adelaide Strikers gewinnt mit 8 Wickets |   |                              |

| 25. Oktober Scorecard | Brisbane | Sydney Thunder 139-7 (20)                     | – | Brisbane Heat 120-5 (17.2/17.2) |
|                       |          | Brisbane Heat gewinnt mit 3 Runs (D/L method) |   |                                 |

| 27. Oktober Scorecard | Brisbane | Adelaide Strikers 140-8 (20)          | – | Brisbane Heat 109 (16.4) |
|                       |          | Adelaide Strikers gewinnt mit 31 Runs |   |                          |

| 28. Oktober Scorecard | Brisbane | Perth Scorchers 111-5 (20)              | – | Adelaide Strikers 112-4 (18.3) |
|                       |          | Adelaide Strikers gewinnt mit 6 Wickets |   |                                |

| 29. Oktober Scorecard | Ballarat | Hobart Hurricanes 95-8 (12/12)      | – | Sydney Sixers 96-2 (10.5/12) |
|                       |          | Sydney Sixers gewinnt mit 8 Wickets |   |                              |

| 29. Oktober Scorecard | Ballarat | Melbourne Renegades 91 (19)           | – | Melbourne Stars 92-4 (17.3) |
|                       |          | Melbourne Stars gewinnt mit 6 Wickets |   |                             |

| 29. Oktober Scorecard | Brisbane | Perth Scorchers 140-7 (20)         | – | Brisbane Heat 137-7 (20) |
|                       |          | Perth Scorchers gewinnt mit 3 Runs |   |                          |

| 30. Oktober Scorecard | Ballarat | Sydney Sixers 188-3 (20)          | – | Melbourne Renegades 151-9 (20) |
|                       |          | Sydney Sixers gewinnt mit 37 Runs |   |                                |

| 31. Oktober | Ballarat | Sydney Thunder 79-2 (13.5) | – | Melbourne Stars |
|             |          | No Result                  |   |                 |

| 2. November Scorecard | Sydney (NSO) | Melbourne Stars 186-5 (20)          | – | Adelaide Strikers 164-8 (20) |
|                       |              | Melbourne Stars gewinnt mit 22 Runs |   |                              |

| 2. November Scorecard | Sydney (NSO) | Sydney Sixers 163-6 (20)          | – | Sydney Thunder 148-7 (20) |
|                       |              | Sydney Sixers gewinnt mit 15 Runs |   |                           |

| 3. November Scorecard | Hobart | Melbourne Renegades 133-5 (20)          | – | Hobart Hurricanes 137-6 (18.1) |
|                       |        | Hobart Hurricanes gewinnt mit 4 Wickets |   |                                |

| 4. November Scorecard | Hobart | Brisbane Heat 163-3 (20)          | – | Sydney Thunder 149-9 (20) |
|                       |        | Brisbane Heat gewinnt mit 14 Runs |   |                           |

| 5. November Scorecard | Perth | Melbourne Stars 112-8 (20)              | – | Adelaide Strikers 113-5 (19.1) |
|                       |       | Adelaide Strikers gewinnt mit 5 Wickets |   |                                |

| 5. November Scorecard | Perth | Sydney Sixers 155-5 (20)              | – | Perth Scorchers 158-1 (18.3) |
|                       |       | Perth Scorchers gewinnt mit 9 Wickets |   |                              |

| 6. November Scorecard | Hobart | Hobart Hurricanes 164-7 (20)        | – | Brisbane Heat 168-6 (19.4) |
|                       |        | Brisbane Heat gewinnt mit 4 Wickets |   |                            |

| 6. November Scorecard | Hobart | Sydney Thunder 121-6 (20)                 | – | Melbourne Renegades 122-5 (18) |
|                       |        | Melbourne Renegades gewinnt mit 5 Wickets |   |                                |

| 6. November Scorecard | Perth | Adelaide Strikers 119-9 (20)            | – | Perth Scorchers 120-3 (16) |
|                       |       | Adelaide Strikers gewinnt mit 7 Wickets |   |                            |

| 7. November Scorecard | Hobart | Melbourne Renegades 80 (17.2)           | – | Hobart Hurricanes 82-2 (10.4) |
|                       |        | Hobart Hurricanes gewinnt mit 8 Wickets |   |                               |

| 9. November Scorecard | Perth | Brisbane Heat 153-7 (20)          | – | Perth Scorchers 120-8 (20) |
|                       |       | Brisbane Heat gewinnt mit 33 Runs |   |                            |

| 10. November Scorecard | Melbourne | Melbourne Renegades 64-1 (11) | – | Sydney Sixers |
|                        |           | No Result                     |   |               |

| 11. November Scorecard | Adelaide | Hobart Hurricanes 152-4 (20)          | – | Adelaide Strikers 129-4 (20) |
|                        |          | Hobart Hurricanes gewinnt mit 23 Runs |   |                              |

| 12. November Scorecard | Melbourne (JO) | Perth Scorchers 192-4 (20)           | – | Melbourne Renegades 88 (17.3) |
|                        |                | Perth Scorchers gewinnt mit 104 Runs |   |                               |

| 12. November Scorecard | Melbourne (JO) | Sydney Sixers 160-9 (20)          | – | Melbourne Stars 115 (19.2) |
|                        |                | Sydney Sixers gewinnt mit 45 Runs |   |                            |

| 12. November Scorecard | Adelaide | Brisbane Heat 100-6 (13/13)             | – | Hobart Hurricanes 101-4 (12.3/13) |
|                        |          | Hobart Hurricanes gewinnt mit 6 Wickets |   |                                   |

| 13. November Scorecard | Melbourne (JO) | Perth Scorchers 176-4 (20)          | – | Sydney Sixers 180-4 (20) |
|                        |                | Syndey Sixers gewinnt mit 6 Wickets |   |                          |

| 13. November Scorecard | Melbourne (JO) | Melbourne Renegades 148-8 (20)        | – | Melbourne Stars 149-5 (20) |
|                        |                | Melbourne Stars gewinnt mit 5 Wickets |   |                            |

| 13. November Scorecard | Nuriootpa | Adelaide Strikers 92-3 (14.3) | – | Sydney Thunder |
|                        |           | No Result                     |   |                |

| 14. November Scorecard | Mackay | Brisbane Heat 114-6 (16/16)                   | – | Adelaide Strikers 115 (16/16) |
|                        |        | Brisbane Heat gewinnt mit 2 Runs (D/L method) |   |                               |

| 15. November Scorecard | Latrobe | Hobart Hurricanes 130-8 (20)          | – | Melbourne Stars 132-6 (19.1) |
|                        |         | Melbourne Stars gewinnt mit 4 Wickets |   |                              |

| 15. November Scorecard | Canberra | Sydney Thunder 95 (20)                    | – | Melbourne Renegades 98-2 (14.2) |
|                        |          | Melbourne Renegades gewinnt mit 8 Wickets |   |                                 |

| 16. November Scorecard | Latrobe | Hobart Hurricanes 152-7 (20)          | – | Melbourne Stars 114-6 (20) |
|                        |         | Hobart Hurricanes gewinnt mit 38 Runs |   |                            |

| 16. November Scorecard | Sydney (NSO) | Brisbane Heat 163-5 (20)            | – | Sydney Sixers 164-5 (19.3) |
|                        |              | Syndey Sixers gewinnt mit 5 Wickets |   |                            |

| 18. November Scorecard | Sydney (NSO) | Hobart Hurricanes 154 (19.4)            | – | Adelaide Strikers 155-2 (14.5) |
|                        |              | Adelaide Strikers gewinnt mit 8 Wickets |   |                                |

| 18. November Scorecard | Sydney (NSO) | Sydney Sixers 178-6 (20)          | – | Sydney Thunder 160-7 (20) |
|                        |              | Sydney Sixers gewinnt mit 18 Runs |   |                           |

| 19. November Scorecard | Moe | Melbourne Stars 179-8 (20)         | – | Perth Scorchers 173-7 (20) |
|                        |     | Melbourne Stars gewinnt mit 6 Runs |   |                            |

| 20. November Scorecard | Moe | Perth Scorchers 46-2 (8)                            | – | Melbourne Renegades 58-3 (7.3) |
|                        |     | Melbourne Renegades gewinnt mit 6 Runs (D/L method) |   |                                |

| 20. November Scorecard | Sydney (NSO) | Hobart Hurricanes 156 (19.5)        | – | Sydney Sixers 157-2 (18.5) |
|                        |              | Sydney Sixers gewinnt mit 8 Wickets |   |                            |

| 20. November Scorecard | Moe | Brisbane Heat 105-4 (10) | – | Melbourne Stars 49-1 (3.5) |
|                        |     | No Result                |   |                            |

| 20. November Scorecard | Sydney (NSO) | Adelaide Strikers 144-4 (20)          | – | Sydney Thunder 118 (19.3) |
|                        |              | Adelaide Strikers gewinnt mit 26 Runs |   |                           |

## Viertelfinale
| 23. November Scorecard | Adelaide | Brisbane Heat 179-7 (20)          | – | Hobart Hurricanes 135-9 (20) |
|                        |          | Brisbane Heat gewinnt mit 44 Runs |   |                              |

## Halbfinale
| 24. November Scorecard | Adelaide | Brisbane Heat 154-8 (20)                | – | Adelaide Strikers 156-4 (19.4) |
|                        |          | Adelaide Strikers gewinnt mit 6 Wickets |   |                                |

## Finale
| 26. November Scorecard | Sydney | Adelaide Strikers 147-5 (20)          | – | Sydney Sixers 137 (20) |
|                        |        | Adelaide Strikers gewinnt mit 10 Runs |   |                        |